# Mosevintergrøn
Mosevintergrøn eller Mose-vintergrøn (Pyrola rotundifolia) er en lille stedsegrøn urt der vokser på fattig jord, i Danmark typisk sandet jord eller morbund. Den er ret sjælden i Danmark. I Norge, Sverige og Finland er den mere udbredt - med undtagelse af Skåne, hvor den også er sjælden.

## Beskrivelse
Mose-vintergrøn er en lille plante med en roset af runde, let læderagtige, stedsegrønne blade. Fra midten af rosetten står en blomsterstilk med en klase af små, hvide klokkeformede blomster. Den røde eller lilla griffel er lige så lang som kronbladene, og da klokken er helt åben stikker griflen tydeligt ud af klokken. Den blomstrer i Danmark i juni måned.
Roden er en jordstængel der vokser meget langsomt.
Højde x bredde og årlig tilvækst: 30 x 15 cm (højden er inklusiv blomsterstilk).

## Økologi
Forekomster af Vintergrøn er ofte meget lokale. De kan forekomme i større bestande i et lille område og mangle helt i naboområder. Vintergrøn er afhængig af mykorrhiza (samliv med en svamp).
Der findes en række underarter. I Danmark forekommer ssp. rotundifolia (Mose-vintergrøn) og ssp. maritima (Klit-vintergrøn). Klit-Vintergrøn er kun 5-20 cm høj og bærer 2-5 skæl på stænglen (mod kun 1-2 skæl hos subsp. rotundifolia) og har større kronblade (12-15 mm mod 8-12 mm).
I andre lande forekommer andre underarter, men ssp. rotundifolia synes at forekomme i hele Norden.

## Udbredelse
I Danmark findes nominatformen af Mose-Vintergrøn (subsp. rotundifolia) temmelig sjældent i Jylland og på Bornholm, hvor den vokser på fugtig bund i skove, krat og kær. Den anden underart Klit-Vintergrøn (subsp. maritima) findes sjældent i Vestjylland og endnu sjældnere i Nordsjælland, begge steder på fugtig og sandet bund i klitlavninger eller fyrreskove f.eks Asserbo plantage). I Danmark er den regnet som en truet art på den danske rødliste.
Mosevintergrøn er almindelig i de andre nordiske lande undtagen Island. Globalt har arten såkaldt cirkumboreal udbredelse, dvs. den findes i boreal skov på hele den nordlige halvkugle. Udover Norden vil det bl.a. sige i Rusland, USA og Canada.